# Ходячі мерці (франшиза)
«Ходячі мерці» — це медіафраншиза про зомбі-апокаліпсис, включаючи серію коміксів, кілька телевізійних серіалів, веб-серіал, фільми, романи, відеоігри та різні інші засоби масової інформації, такі як аудіокниги та саундтреки. Оригінальні комікси були створені письменником Робертом Кіркманом і художником Тоні Муром, а Чарлі Адлард приєднався незабаром після їх створення.
Перше телешоу спочатку було адаптовано Френком Дарабонтом, який пішов через конфлікти з AMC. Актор Ендрю Лінкольн дев'ять сезонів грав головну роль заступника шерифа Ріка Граймса. Другий телевізійний серіал, який є приквелом і супутнім серіалом, не слідує за коміксами та спочатку зосереджується на неблагополучній родині Кларк на початку зомбі-апокаліпсису. Дія третього телесеріалу розгортається через десять років після апокаліпсису та зосереджується на чотирьох підлітках, які тікають із безпечного притулку, щоб досліджувати світ. Четвертий телевізійний серіал, який є епізодичним серіалом-антологією, розгортається протягом усього апокаліпсису та зосереджується на різних персонажах кожного епізоду, включно з персонажами оригінального телешоу.

## Комікс
Франшиза «Ходячі мерці» походить від однойменної серії коміксів. Комікси складаються з щомісячної серії чорно-білих коміксів, що розповідають про подорожі Ріка Граймса, його родини та інших тих, хто вижив після зомбі-апокаліпсису.
Вперше видана в 2003 році видавцем Image Comics, серія була створена письменником Робертом Кіркманом і художником Тоні Муром, якого згодом замінив Чарлі Адлард, починаючи з випуску № 7, хоча Мур продовжував робити обкладинки до випуску № 24. Серія коміксів «Ходячі мерці» отримала премію Айснера 2010 року за найкращу продовжену серію на міжнародному міжнародному фестивалі Comic-Con у Сан-Дієго. 193-й і останній випуск вийшов у 2019 році.
У липні 2020 року компанія Image Comics оголосила, що перевидасть повний тираж «Ходячих мерців» у повному кольорі з розмальовками Дейва Маккейга. Перший випуск перевидання заплановано на 7 жовтня 2020 року, а наступні комікси виходитимуть двічі на місяць з листопада 2020 року. На даний момент немає планів випускати їх у торговій м'якій палітурці.

## Аттракціони
Знаходяться в Thorpe Park. Ride — це оновлений дизайн попередньої атракціону. Відкрито як Ходячі мерці: The Ride у березні 2018 року, у рамках рік Ходячих Мерців. Гасло атракціонів: «Виживає той, хто їздить».